# Napięcie powrotne przejściowe
Napięcie powrotne przejściowe (ang. transient recovery voltage) – napięcie powrotne, którego przebieg zawiera składowe wymuszone i składowe swobodne. 
Składowa wymuszona ma częstotliwość równą częstotliwości znamionowej sieci. Składowa swobodna napięcia powrotnego jest składową przejściową o przebiegu oscylacyjnym jedno- lub wieloczęstotliwościowym albo aperiodycznym, zależnym od parametrów obwodu. 